# Rhacophorus jarujini
Espèce
Statut de conservation UICN

 DD  : Données insuffisantes
Rhacophorus jarujini est une espèce d'amphibiens de la famille des Rhacophoridae.

## Répartition
Cette espèce est endémique des provinces de Kalasin, Roi Et et Ubon Ratchathani dans le nord-est de la Thaïlande.

## Description
Rhacophorus jarujini mesure de 34 à 41 mm pour les mâles et de 42 à 45 mm pour les femelles.

## Étymologie
Son nom d'espèce, jarujini, lui a été donné en référence à Jarujin Nabhitabhata du National Science Museum de Thaïlande pour ses travaux sur la biodiversité thaïlandaise.

## Publication originale
- Matsui & Panha, 2006 : A New Species of Rhacophorus from Eastern Thailand (Anura: Rhacophoridae). Zoological Science, vol. 23, no 5, p. 477-481 (texte intégral).